# Asura callinoma
Asura callinoma là một loài bướm đêm thuộc phân họ Arctiinae, họ Erebidae.